# Cryptocarya fusca
Cryptocarya fusca är en lagerväxtart som beskrevs av John Wynn Gillespie. Cryptocarya fusca ingår i släktet Cryptocarya och familjen lagerväxter. Inga underarter finns listade i Catalogue of Life.